# Vääksy kanal
Vääksy kanal eller Vesijärvi kanal (fi. Vääksyn kanava eller Vesijärven kanava) är en kanal som förbinder sjöarna Vesijärvi och Päijänne i Asikkalas kommuncentrum Vääksy i Päijänne-Tavastland. Kanalen är 1315 meter lång, har en sluss och en höjdskillnad på 2,85–3,35 meter. Kanalen är byggd 1868–1871. Vääksy kanal är Finlands livligast trafikerade slusskanal, år 2017 registrerades här 3529 slussningar.